# División de Honor de balonmano 1976-77
La División de Honor de balonmano 1976-77 fue la 19.ª edición de la máxima competición de balonmano de España. Se desarrolló en una fase, que constaba de una liga de doce equipos enfrentados todos contra todos a doble vuelta. El ganador disputaba la Copa de Europa, los dos últimos descendían a Primera División y el noveno y décimo promocionaban.

## Clasificación
| N. | Equipo                         | PJ | PG | PE | PP | PTS |
| 1  | Calpisa                        | 22 | 21 | 0  | 1  | 42  |
| 2  | Atlético de Madrid             | 22 | 16 | 2  | 4  | 34  |
| 3  | F.C. Barcelona                 | 22 | 16 | 1  | 5  | 33  |
| 4  | Marcol Lanas Aragón            | 22 | 13 | 0  | 9  | 26  |
| 5  | Granollers                     | 22 | 12 | 0  | 10 | 24  |
| 6  | Juventud Deportiva Arrate-Alfa | 22 | 11 | 1  | 10 | 23  |
| 7  | Grupo de Cultura Covadonga     | 22 | 8  | 1  | 13 | 17  |
| 8  | Anaitasuna                     | 22 | 8  | 0  | 14 | 16  |
| 9  | G.E. Seat                      | 22 | 7  | 1  | 14 | 15  |
| 10 | San Antonio Schweppes          | 22 | 7  | 0  | 15 | 14  |
| 11 | Academia Octavio               | 22 | 6  | 0  | 16 | 12  |
| 12 | Teucro                         | 22 | 4  | 0  | 18 | 8   |